# Dopage sur le Tour de France

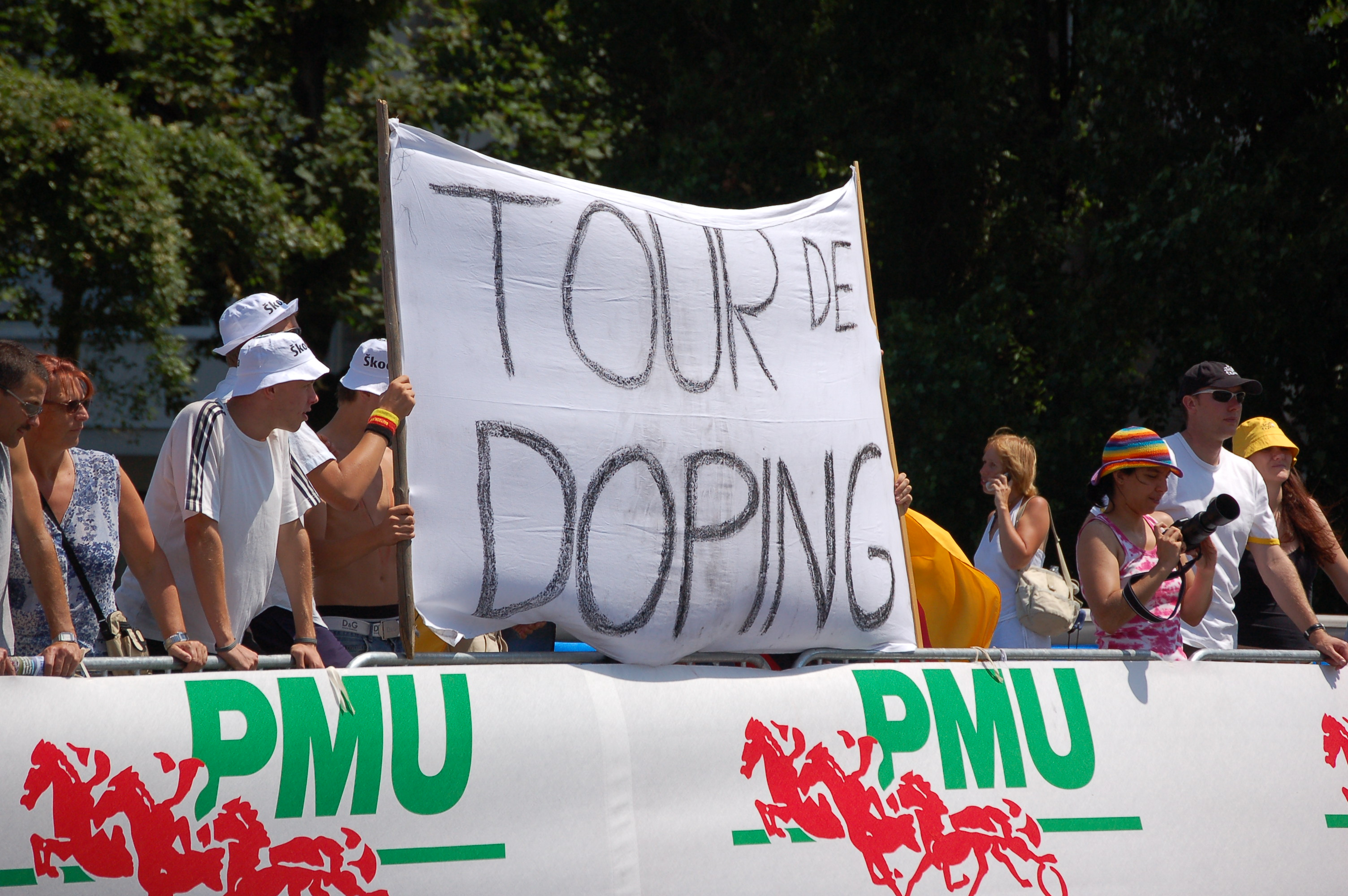
Affiche de spectateurs sur le Tour de France 2006.

La page Dopage sur le Tour de France décrit la problématique du dopage chez les cyclistes professionnels participant à la course cycliste par étapes française du Tour de France.
Le dopage est une pratique présente dans différents sports professionnels de manière générale. Le cyclisme a historiquement été très souvent touché par des scandales de dopage, notamment dans les années 1990 et 2000. Le nombre de cas positifs en % a aujourd'hui nettement diminué, et le cyclisme reste l'un des sports où les contrôles antidopage sont les plus fréquents.

## Des débuts du Tour dans les années 1900 aux années 1960
De même que le dopage apparaît dans le cyclisme dès la fin du XIXe siècle, notamment lors des compétitions sur piste, très populaires à l'époque, les pratiques dopantes destinées à améliorer les performances des coureurs sont présentes dès les premières éditions du Tour de France. En 1924, le journaliste Albert Londres dévoile ces pratiques dans un article du Petit Parisien, publié plus tard sous le titre « Les forçats de la route »,. Il recueille le témoignage des frères Henri et Francis Pélissier qui décrivent, après leur abandon sur le Tour, les produits qu'ils consomment pour réduire les sensations de douleur pendant l'effort. Ainsi, Henri déclare : « Nous souffrons du départ à l'arrivée. Voulez-vous voir comment nous marchons ? [...] Ça, c'est de la cocaïne pour les yeux, ça c'est du chloroforme pour les gencives. », tandis que Francis affirme : « nous marchons à la dynamite ». Bien qu'il soit difficile de connaître l'évolution des pratiques dopantes dans la première moitié du XXe siècle, celles-ci semblent très répandues. Ainsi le directeur de l'équipe de France sur le Tour, Marcel Bidot, estime qu'environ 75 % des coureurs utilisent des produits dopants dans les années 1950, une époque où apparaissent les amphétamines. Pour autant, le dopage n'est pas encore traité comme un sujet d'inquiétude majeur et rares sont les suiveurs du cyclisme à prendre position contre ces pratiques, comme l'écrivain Roland Barthes qui assure : « Doper le coureur est aussi criminel, aussi sacrilège que de vouloir imiter Dieu ; c'est lui voler le privilège de l'étincelle. »
L'utilisation des produits dopants est tacitement autorisée en l'absence d'une législation condamnant ces actes. Sur le Tour de France 1960, le docteur Pierre Dumas entre dans la chambre du futur vainqueur de l'épreuve, Gastone Nencini, qu'il découvre sur son lit avec un tube de plastique dans chaque bras relié à une bouteille contenant des hormones, sans que cet incident n'entraîne de sanction envers le coureur. Par ailleurs, certains d'entre eux n'hésitent pas à déclarer publiquement qu'ils se dopent, comme l'Italien Fausto Coppi, qui avoue en 1949 à la télévision italienne qu'il consomme des  amphétamines en course,. De même, le quintuple vainqueur de l'épreuve Jacques Anquetil défend l'usage des produits dopants dans le cadre d'une préparation optimale et son biographe Paul Fournel précise à ce sujet : « [Anquetil] l'a dit, et redit. Il a même précisé que ses fesses ressemblaient à une passoire à force de piqûres d'amphétamines ».
Il faut attendre les années 1960 pour que les autorités médicales, sportives et politiques commencent à se préoccuper de la question du dopage, à la suite de plusieurs incidents de course qui révèlent la généralisation des pratiques dopantes. En 1955, le malaise de Jean Malléjac durant l'ascension du mont Ventoux entraîne l'exclusion de son soigneur, une première dans l'histoire du Tour. Deux ans plus tard, Federico Bahamontes abandonne au cours d'une étape en raison d'une douleur au bras qui résulte d'une piqûre intraveineuse de calcium administrée par son directeur sportif Luis Puig. Le Tour de France 1960 est marqué par la terrible chute de Roger Rivière dans la descente du col du Perjuret, entraînant une paralysie et la fin de sa carrière. Des pilules de palfium, un puissant analgésique qui a notamment pour effet de retarder les réflexes par son action sédative, sont retrouvées dans une poche de son maillot. En 1962, quatorze coureurs abandonnent avant le départ d'une même étape après avoir été pris de vomissements au cours de la nuit. L'explication avancée, une intoxication alimentaire due à la consommation de soles avariées, cache en réalité un mauvais dosage de morphine,. Ces différents événements, ainsi que la découverte des produits détenus par de jeunes coureurs pris de malaise sur le Tour de l'Avenir en 1961, convainquent le docteur Dumas, médecin du Tour, à alerter la Fédération française de cyclisme.

## Naissance de la lutte antidopage
C'est à la suite de ces différents incidents qu'est adoptée en France la première loi antidopage, dite loi Herzog, en juin 1965,. Cette loi apporte une première définition du dopage sur le plan juridique et interdit l'usage de stimulants dangereux pour la santé dans le cadre des compétitions sportives,. Dès lors, les coureurs se montrent hostiles au mouvement antidopage qu'ils considèrent comme une atteinte à leur dignité et à leur liberté de consommer les produits qu'ils jugent utiles pour leur préparation. Les premiers contrôles antidopage menés sur le Tour de France 1966 aboutissent à une grève des coureurs, dont Jacques Anquetil est l'un des fers de lance,.
Les sanctions prises envers les coureurs sont peu sévères, voire inexistantes, et n'entraînent pas d'exclusion. En 1966, 87  % des contrôles menés en France sur des cyclistes se révèlent positifs mais la plupart des cas sont blanchis. De même, les six cas positifs aux amphétamines révélés sur le Tour cette même année n'entraînent aucune sanction pour les coureurs : il faut pour cela prouver qu'ils ont absorbé sciemment le produit en question, ce qui rend de fait inapplicables les sanctions prévues par la loi.

## Mort de Tom Simpson et entrée du dopage dans la «clandestinité»
Le Tour de France 1967 est marqué par la mort en course de Tom Simpson, qui s'effondre sur les pentes du mont Ventoux lors de la 13e étape. Le rapport d'autopsie pratiquée sur le coureur met en évidence que son décès est dû à « un collapsus cardiaque imputable à un syndrome d'épuisement », qui résulte des conditions atmosphériques défavorables, mêlant la chaleur à l'humidité de l'air, d'un surmenage intense et de l'usage de certains médicaments découverts dans les poches du coureur. Les experts toxicologues décèlent bien au cours de l'autopsie une certaine quantité d'amphétamine et de méthylamphétamine, mais considèrent que la dose absorbée par Tom Simpson n'a pu entraîner à elle seule sa mort, tout en reconnaissant qu'elle a pu le conduire à dépasser la limite de ses forces, faisant ainsi naître son syndrome d'épuisement. La mort de Tom Simpson a « l'effet d'un électrochoc » et « [déclenche] la guerre contre le dopage ». À partir de 1968, des contrôles antidopage sont effectués de façon systématique à l'arrivée de chaque étape sur des coureurs tirés au sort. Le ravitaillement en course à la voiture des directeurs sportifs est également autorisé par le règlement. Lors de cette édition, José Samyn et Jean Stablinski, tous deux contrôlés positifs, sont les premiers coureurs exclus pour dopage dans l'histoire du Tour de France.
Dès lors, les autorités se veulent rassurantes, s'appuyant sur les chiffres en baisse du nombre de cas de dopage révélés chaque année. De 12,6  % en 1967, ils passent à 4  % en 1968, puis seulement 1  % en 1975. Le docteur Jean-Pierre de Mondenard considère que cette diminution cache en réalité la mise en place d'un système de triche organisée, au sein duquel les coureurs se tournent vers de nouveaux produits non détectables par les contrôles : « Les organisateurs plastronnaient, les médias tartinaient leurs propos. [...] Alors on a vu une ribambelle de titres annonçant la fin du dopage, l'efficacité des contrôles, le retour à la normale, comme s'il y en avait jamais eu un. En fait, à défaut, c'est l'école de la triche qui s’était mise en place. Le dopage était entré dans la clandestinité. ».

## Le dopage généralisé: des années 1970 aux années 1980
Les cas de dopage se multiplient dans les années 1970 et 1980 mais font l'objet d'une médiatisation discrète alors que l'utilisation des stéroïdes anabolisants et des corticoïdes se généralise. Par ailleurs, les sanctions prises envers les coureurs restent faibles et n'ont aucun pouvoir dissuasif. À titre d'exemple, Régis Ovion est seulement déchu de sa victoire d'étape sur le Tour de France 1976 après son contrôle positif, mais n'est pas mis hors course et peut terminer l'épreuve. Au fil des ans, d'autres coureurs pris pour dopage n'écopent que de dix à quinze minutes de pénalité. C'est notamment le cas de Joop Zoetemelk en 1977, 1979 et 1983. De même, certains coureurs ayant subi un contrôle positif sur une autre épreuve ne sont pas empêchés de prendre le départ du Tour, comme Bernard Thévenet, testé positif sur Paris-Nice mais autorisé à participer au Tour de France 1977 qu'il remporte finalement. Ce dernier reconnaît s'être dopé à la cortisone pendant trois années alors qu'il est hospitalisé pour une maladie du foie lors de l'hiver 1977-1978, qu'il attribue à l'absorption de cette substance. Ses aveux lui valent d'être sévèrement critiqué par la presse et par ses pairs, tandis que son sponsor Peugeot le lâche,.
Deux affaires illustrent cette période. La première voit l'exclusion de Michel Pollentier du Tour de France 1978 alors qu'il vient de s'emparer du maillot jaune en gagnant la 16e étape à L'Alpe d'Huez pour fraude au contrôle antidopage. Lors de ce contrôle, il use d'une technique courante à l'époque et qui consiste à placer une poire remplie d'urine propre sous le bras et à en faire couler le contenu par un tube dans la manche du maillot, bouché au niveau du poignet. Alors que le médecin qui effectue le contrôle antidopage lui demande de se dévêtir, Pollentier refuse, suscitant ainsi la suspicion du médecin qui découvre la fraude. Mis hors course, exclu du Tour, Pollentier écope également d'une suspension de deux mois. Quintuple vainqueur du Tour, Eddy Merckx reconnaît dans une interview au journal L'Équipe en 1993 avoir couramment échangé son urine avec celle de son coéquipier Roger De Vlaeminck lorsque l'un ou l'autre "ne pouvait pas uriner". La deuxième affaire démontre la complicité de l'Union cycliste internationale qui couvre les coureurs et joue sur les règlements pour étouffer les scandales. En 1988, quelques jours avant l'arrivée à Paris, le maillot jaune Pedro Delgado est déclaré positif au probénécide, une substance interdite par le Comité international olympique car elle permet de dissimuler les traces de stéroïdes. Il bénéficie pourtant d'un non-lieu car ce médicament ne figure pas encore sur la liste des produits interdits par l'UCI,.

## Les années EPO et l'affaire Festina
Le mouvement d'internationalisation du cyclisme initié par les organisateurs du Tour au milieu des années 1980 se traduit par l'arrivée de coureurs américains et des pays d'Europe de l'Est, qui sont selon le chercheur Christophe Brissonneau des « vecteurs d'une nouvelle culture de l'entraînement et de la pharmacologie ». Dans le même temps, les sommes investies par les sponsors connaissent une augmentation sensible et la pression des résultats se fait de plus en plus forte sur les épaules des coureurs. Le sociologue Jean-François Mignot précise que c'est à cette époque que « le dopage perd son caractère artisanal pour devenir scientifique ». De nouveaux produits dopants apparaissent, comme l'érythropoïétine (EPO) et l'hormone de croissance, qui s'avèrent plus efficaces : les produits que les coureurs consommaient jusqu'alors ne produisent une hausse de performance que de courte durée, tandis que l'EPO a un effet à long terme et améliore l'endurance à l'entraînement à condition d'être prise tout au long de l'année. Ces substances sont également difficiles à détecter, ou du moins sont décelables bien des années après leur inscription sur la liste des produits interdits. Le surcroît de performance apporté par ces substances dopantes en regard du faible risque d'être contrôlé positif incite les coureurs à s'en procurer. Dans ce contexte, le chercheur Nicolas Eber affirme que la tentation de se doper est d'autant plus forte pour un coureur s'il soupçonne les autres de se doper et peut ainsi craindre d'être le seul à ne pas en bénéficier. En ce sens, et du point de vue de la théorie des jeux, il précise que le dopage est « un exemple typique de dilemme du prisonnier. Chaque athlète est individuellement incité à utiliser des produits pour être plus performant, ce qui conduit à une situation de dopage généralisé dans laquelle le classement n'a finalement pas changé (par rapport au cas sans dopage), mais incluant un coût potentiellement élevé pour chacun des sportifs ». Ni les coureurs, ni leur encadrement n'ont ainsi intérêt à dénoncer la pratique du dopage.
L'arrivée de ces nouvelles substances dopantes coïncide avec une période de hausse sensible de la performance des coureurs. Ainsi, après avoir stagné des années 1960 aux années 1990, la vitesse moyenne des dix meilleurs coureurs du Tour et des principales épreuves de la saison augmente de 6,38 % entre 1993 et 2008,. L'« affaire Festina » sur le Tour de France 1998 provoque un séisme médiatique et constitue un tournant dans la perception du dopage par le public. Elle ternit également l'image du Tour de manière durable en révélant un système collectif et systématique de dopage au sein d'une équipe. Willy Voet, soigneur de l'équipe Festina dont le leader est la vedette française Richard Virenque, est arrêté en possession de produits dopants lors d'un contrôle douanier à quelques jours du départ de l'épreuve. Les aveux de l'encadrement de l'équipe puis des coureurs dévoilent l'ampleur de ce système tandis que l'enquête s'étend à d'autres équipes et met en péril le déroulement de la course. Les coureurs, qui n'ont pas encore « intégré la réprobation générale face à leur conduite déviante » manifestent leur incompréhension au cours de deux étapes. Ils ne protestent pas à ce moment contre la présence de tricheurs au sein du peloton mais contre le traitement qui leur est réservé et qu'ils jugent indigne,. Certains se plaignent d'être « traités comme du bétail » et plusieurs équipes abandonnent.
L'affaire Festina révèle d'autre part le rôle prépondérant joué par les médecins au sein des équipes professionnelles, parfois supérieur à celui du directeur sportif. Le soigneur, qui gère la préparation physique et médicale des coureurs leur rend régulièrement visite pour adapter leur plan d'entraînement et de dopage en fonction des résultats des tests physiologique et biologique qu'il effectue et selon le programme de courses à venir. Bruno Roussel, directeur sportif de l'équipe Festina au moment du déclenchement de l'affaire, dénonce lui-même la « mainmise » de ces soigneurs sur les coureurs.
Dès lors, les organisateurs du Tour et les autorités sportives démontrent la volonté de combattre les pratiques dopantes. L'affaire Festina débouche un an plus tard sur la création de l'Agence mondiale antidopage (AMA), puis en 2000, en France, sur la fondation du Conseil de prévention et de lutte contre le dopage, devenu Agence française de lutte contre le dopage en 2006. La France, sous l'impulsion de la ministre des sports Marie-George Buffet, se place ainsi en chef de file de la lutte antidopage. Le Laboratoire national de dépistage du dopage de Châtenay-Malabry est le premier à détecter l'EPO.

## Le Tour de France dans la tourmente

### Lance Armstrong, un vainqueur déchu
Malgré la volonté affichée de lutter contre le dopage, l'efficacité de la lutte est remise en cause, d'autant plus qu'elle coûte cher. Le fonctionnement même de l'Agence mondiale antidopage, composée à parts égales de représentants du mouvement sportif et de membres de différents gouvernements, constitue un obstacle selon Alain Garnier, directeur médical de l'agence qui déclare : « Le mouvement sportif est porté par une voix unique qui pèse la moitié du chèque, quand la représentation politique est constituée d'un ensemble hétérogène de gouvernements aux vues divergentes sur la question ». De même, les acteurs du cyclisme n'ont pas tous intérêt à lutter efficacement contre le dopage. C'est le cas des organisateurs de courses cyclistes qui cherchent à accueillir les meilleurs coureurs pour accroître leur audience télévisée et leurs revenus ou des fédérations nationales et internationales qui cherchent à développer une image attractive de leur sport.
Depuis le début des années 2000, le Tour de France est régulièrement perturbé par des affaires de dopage. Le cas de Lance Armstrong illustre à lui seul cette période trouble dans laquelle le Tour de France est plongé. Les exploits du coureur américain, qui remporte sept fois consécutivement le Tour de France de 1999 à 2005 en écrasant la concurrence, après avoir vaincu le cancer, sont l'objet d'une suspicion permanente. En 2005, le journal L'Équipe publie les résultats des prélèvements pratiqués sur le coureur pendant le Tour 1999 et qui montrent la présence d'EPO dans ses urines. Les journalistes se saisissent du dossier et révèlent au fil des années des témoignages confirmant les pratiques dopantes du cycliste américain, ainsi que des contrôles positifs. Lance Armstrong est également accusé par Floyd Landis et Tyler Hamilton, ses deux anciens coéquipiers, tous deux convaincus de dopage et qui racontent avoir vu le coureur américain pratiquer des transfusions sanguines ou s'injecter de l'EPO. En 2012, un rapport de l'Agence américaine antidopage démontre que l'équipe US Postal a mis en place un système de dopage sophistiqué permettant à ses coureurs, dont Lance Armstrong, de se doper systématiquement tout en évitant d'être contrôlé positif par les tests alors en vigueur. Lance Armstrong est déchu de ses sept victoires sur le Tour, qui ne sont pas réattribuées,. L'affaire Armstrong pointe néanmoins l'inefficacité de l'Agence mondiale antidopage. Alain Garnier précise qu'après les révélations de L'Équipe en 2005, elle « n'a rien fait si ce n'est une enquête administrative pour connaître l'origine de la fuite ». Il ajoute que « le dossier Armstrong est la démonstration criante de son échec ». L'affaire Armstrong pointe également la responsabilité des plus hautes instances du cyclisme en la personne de Hein Verbruggen, président de l'Union cycliste internationale de 1991 à 2005 et accusé de complaisance à l'égard du coureur américain. Kathy LeMond, la femme du triple vainqueur du Tour, Greg LeMond, affirme dans un témoignage à l'Agence américaine antidopage que deux sponsors de Lance Armstrong ont versé la somme de 500 000 dollars sur un compte appartenant à Verbruggen dans le but de couvrir un contrôle positif effectué en 1999.

### Succession d'affaires
Quelques jours avant le départ du Tour de France 2006, l'affaire Puerto éclate en Espagne et entraîne l'exclusion de neuf coureurs parmi lesquels plusieurs favoris comme Alberto Contador, Jan Ullrich, Francisco Mancebo ou Ivan Basso. Le coureur espagnol Jesús Manzano, dont les révélations sont à l'origine du déclenchement de l'affaire, affirme que son malaise sur les routes du Tour en 2003 est dû à l'absorption de produits dopants. Il accuse également les directeurs sportifs de son équipe Kelme d'avoir organisé un système de triche au sein de l'équipe et de l'avoir obligé à se doper.
Floyd Landis est le premier vainqueur du Tour à être déclassé pour dopage en 2006. Il est disqualifié quelques jours après l'arrivée pour un contrôle positif à la testostérone. En 2007, le Danois Bjarne Riis reconnaît s'être dopé à l'EPO lors de sa victoire sur le Tour de France 1996,. Rayé dans un premier temps du palmarès, sa victoire lui est finalement réattribuée avec mention de ses aveux. Sur le Tour de France 2007, le Danois Michael Rasmussen, porteur du maillot jaune, est exclu par sa propre équipe à l'issue de la 16e étape. Alors que les performances du coureur suscitent de nombreuses suspicions, sa formation justifie sa mise à l'écart par le fait qu'il ait menti sur sa localisation et son lieu d'entraînement un mois avant le départ de l'épreuve. Ce n'est qu'en 2013 que Michael Rasmussen reconnaît avoir utilisé des produits dopants au cours de sa carrière. Ce même Tour de France 2007 est marqué par d'autres affaires de dopage : les équipes Astana et Cofidis se retirent de la course après les contrôles positifs de leurs coureurs Alexandre Vinokourov, à une transfusion sanguine homologue, et Cristian Moreni à la testostérone. Au lendemain de l'arrivée, l'Espagnol Iban Mayo est à son tour contrôlé positif.
L'édition 2008 est elle aussi marquée par de nombreux contrôles positifs, dont celui de Riccardo Riccò, vainqueur de deux étapes et porteur du maillot de meilleur grimpeur avant son exclusion. Ce contrôle met en évidence l'utilisation d'une EPO de troisième génération par certains coureurs, le CERA,. De nouveaux tests antidopage menés par l'Agence française de lutte contre le dopage (AFLD) après le Tour permettent d'identifier d'autres coureurs dopés, à l'image de Bernhard Kohl, troisième du classement général et meilleur grimpeur de l'épreuve, ainsi que deux vainqueurs d'étapes, Stefan Schumacher et Leonardo Piepoli. Manuel Beltrán, Moisés Dueñas et Dmitriy Fofonov sont également contrôlés positifs lors de ce Tour. Plusieurs coureurs sont pris lors des éditions suivantes : Mikel Astarloza, contrôlé positif à l'EPO quelques jours avant le départ du Tour de France 2009 et dont la victoire d'étape est retirée, Alexandr Kolobnev, exclu de l'épreuve en 2011 à la suite d'un contrôle positif à un diurétique, l'hydrochlorothiazide, ainsi que deux coureurs sur le Tour de France 2012 : Rémy Di Grégorio, arrêté à l'hôtel de l'équipe Cofidis à Bourg-en-Bresse dans le cadre d'une affaire liée au dopage et suspendu à titre conservatoire et Frank Schleck, qui se retire lui-même de la course après un contrôle positif à un diurétique.
En 2011, Alberto Contador prend le départ du Tour de France alors que le Tribunal arbitral du sport n'a pas encore statué sur le contrôle antidopage positif au clenbutérol dont il a fait l'objet lors de l'édition précédente, qu'il a remportée. En 2012, le Tribunal arbitral du sport le disqualifie finalement au profit d'Andy Schleck et lui inflige une suspension jusqu'en août 2012,.
En 2017, le quadruple vainqueur du Tour Christopher Froome a subi un contrôle antidopage jugé anormal, révélant une forte concentration en salbutamol à l’issue de la 18e étape de la Vuelta, en septembre ; cela jette la suspicion sur ses victoires en France. Il est finalement blanchi par l'Union cycliste internationale quelques jours avant le départ du Tour de France 2018, alors que les organisateurs venaient de prendre la décision de l'écarter de la compétition,.

## Vers un Tour de France sans dopage?
Une réduction des pratiques dopantes au sein du peloton semble apparaître depuis 2008, au regard de la baisse des performances des coureurs par rapport à celles qui ont été favorisées par le dopage à l'EPO les années précédentes. Une étude montre que, lors du Tour de France 2011, les trois cols hors catégorie franchis cette année-là l'ont été avec au moins trois minutes de retard sur les temps réalisés dans les années 1990 et 2000. Les performances des coureurs semblent également plus faibles en termes de puissance mécanique développée lors des ascensions. Cette baisse substantielle des performances des coureurs correspond à l'introduction du passeport biologique en 2008.
Dans sa lutte contre les différentes formes de dopage, le Tour de France met en place sur le Tour de France 2016 un dispositif contre le dopage mécanique. Des ingénieurs du Commissariat à l'énergie atomique équipés de caméras thermiques sont invités sur l'épreuve après le test concluant effectué lors des championnats de France de cyclisme sur route la même année. Ce dispositif qui cherche à détecter la présence d'un moteur électrique dans le cadre, la roue arrière ou le pédalier, vient compléter celui mis en place par l'Union cycliste internationale, qui utilise au départ ou à l'arrivée des étapes des tablettes avec un système à résonance magnétique pour ses contrôles.

## Le Tour, bouc-émissaire du sport professionnel?
De nombreuses voix s'élèvent contre un traitement médiatique disproportionné qui ferait du Tour de France le bouc émissaire du sport professionnel.
Xavier Louy, ancien directeur du Tour de France, dans un entretien au journal Metro, cite Bernard Tapie pour qui « les cyclistes sont des enfants de chœur comparés aux footballeurs ». Dans le même entretien, il regrette que durant un stage de l'équipe de France de football à Tignes, alors qu'un contrôle inopiné avait été diligenté par le ministère de Sports, « le médecin s’est fait jeter et a dû patienter des heures avant de pouvoir procéder à des prélèvements ».
Dans les colonnes de Ouest-France, Patrick Keil, le juge ayant instruit en 1998 l'affaire Festina, explique que « ceux qui fournissaient le cyclisme en produits dopants fournissaient aussi des joueurs de football ». Dans le même article, il indique que « c'est parce que l'équipe de France venait de gagner la Coupe du monde 1998 que « ce volet n'a pas pu être exploré » ».
Sur la même longueur d'onde, l'ancien vainqueur du Tour, Stephen Roche, déclare en juin 2008 à Cyclismag : « Oui le vélo a un problème avec le dopage mais il a montré qu'il faisait des efforts pour l'éradiquer contrairement à d'autres sports. Vous croyez qu'il n'y a pas de dopage dans le football, dans le rugby, dans le tennis ? Je pense que dans les autres sports, on trouverait les mêmes chiffres. Vous croyez que les autres sportifs ne prennent rien ? Ils ont les mêmes médecins ! »
Lors de la séance du mardi 18 décembre 2007 à l'Assemblée Nationale, Bernard Laporte, secrétaire d’État chargé des sports, explique qu' « au regard du nombre de licenciés — 105 000 pour le cyclisme, 173 000 pour l’athlétisme et 1,851 million pour le football —, les chiffres sont encore plus éloquents : le cyclisme a été contrôlé trois fois plus que l’athlétisme et cinquante fois plus que le football. »
De plus, le journaliste Pierre Serisier (rue89.com) rappelle à titre d'exemple qu' « aucun contrôle sanguin n’a été pratiqué lors de la Coupe du monde 2006 en Allemagne ».
En 2011, l'UCI a effectué 5650 contrôles hors-compétitions (dont plus de la moitié de contrôles sanguins), tandis que l'ITF n'en réalisait que 216 dont 21 sanguins !
Avant le Tour de France 2013, plusieurs coureurs publient un communiqué dans lequel ils affirment payer « souvent au détriment de [leur] vie privée et de [leur] intégrité physique la culture du dopage qui avait lieu dans les années 1990, depuis 15 ans [leur] sport combat seul ce fléau du dopage. [Ils] en [sont] même aujourd'hui les précurseurs au regard de beaucoup ». La ministre des sports Valérie Fourneyron les soutient et déclare que « le cyclisme a été victime d’un lynchage médiatique » sur la question du dopage.
Lors du tour 2020, des journalistes s'interrogent sur le doublé des deux premiers du classement général de nationalité slovène, pays n'ayant pas de tradition cycliste et qui n'ont pas été inquiétés par les organismes de lutte antidopage alors que « 8 des 19 coureurs slovènes passés professionnels au plus haut niveau entre 2009 et 2019 ont été suspendus pour dopage ». Interrogé, le maillot jaune a répondu : « Je n’ai rien à cacher. Vous pouvez me faire confiance. ». Stéphane Heulot, ancien maillot jaune en 1996, indique que Mauro Gianetti, qui fut manager de Saunier-Duval, et aujourd’hui manager de la formation UAE Team Emirates, celle du vainqueur du Tour Tadej Pogačar, avait trempé dans des affaires de dopage.

## Quelques chiffres
Les derniers bilans des contrôles diligentés par l'Agence française de lutte contre le dopage (AFLD) montrent que l'athlétisme et le cyclisme sont les sports les plus contrôlés. Dans le même temps, le pourcentage de contrôles positifs dans le cyclisme est inférieur à d'autres sports.